# Bundespräsidentenwahl in Österreich 1957
Die Bundespräsidentenwahl in Österreich 1957 war die zweite Volkswahl des österreichischen Staatsoberhauptes. Diese bestand aus nur einem Wahlgang, welcher am 5. Mai 1957 abgehalten und von Adolf Schärf für sich entschieden werden konnte. 

## Ausgangslage
Der bisherige Bundespräsident Theodor Körner war am 4. Jänner 1957 verstorben. Seit diesem Tag übte Bundeskanzler Julius Raab verfassungsgemäß die Funktionen des Bundespräsidenten aus. Anders als bei der vorherigen Wahl traten bei dieser Wahl lediglich zwei Kandidaten an.

## Ergebnis
| Kandidaten                            | Parteien                          | Stimmen   | %    |
| ------------------------------------- | --------------------------------- | --------- | ---- |
| Adolf Schärf                          | Sozialistische Partei Österreichs | 2.258.255 | 51,1 |
| Wolfgang Denk                         | Österreichische Volkspartei       | 2.159.604 | 48,9 |
| Gesamt                                | Gesamt                            | 4.417.859 | 100  |
|                                       |                                   |           |      |
| Ungültige Stimmen                     | Ungültige Stimmen                 | 81.706    | 1,8  |
| Wähler                                | Wähler                            | 4.499.565 | 97,2 |
| Wahlberechtigte                       | Wahlberechtigte                   | 4.630.997 |      |
|                                       |                                   |           |      |
| Quelle: Bundesministerium für Inneres |                                   |           |      |

## Angelobung
Adolf Schärf wurde am 22. Mai 1957 vor der Bundesversammlung angelobt. 